# Österskärs fjärden
Österskärs fjärden är en fjärd i Finland. Den ligger i landskapet Egentliga Finland, i den sydvästra delen av landet, 200 km väster om huvudstaden Helsingfors.
Österskärs fjärden avgränsas av Huslandet och Österskär i söder, Alskär i sydväst, Alenskär i nordväst, Gloskär i nordöst samt Västerön i öster. Den ansluter till Kvigharu fjärden i sydöst.